# سفن الفايكنغ

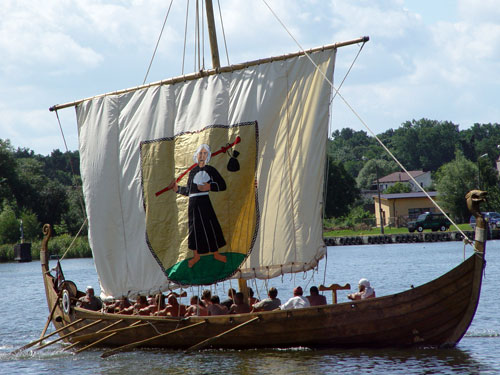
نسخة حديثه مطابقه لسفينة الفايكينغ. هذه السفينة تشبه نوع سفن السنكجا.

سفن الفايكنغ بنيت سفن الفيكينغ واستخدمت من قبل الفايكنغ خلال عصر الفايكنغ. وكانت هناك أنواع متنوعة من القوارب وهذا يعتمد على ما كان وعمل كل لسفينه.
كانت تمتاز عموما بأنها قوارب نحيلة ومرنة ولها نهايات متناظرة وعارضة. كان البنائها وتصميمها بسيط، وهوعباره عن تداخل الألواح ونصبها معا. ربما كان لبعصها تصميم رأس تنين أو كائن دائري بشكل جاحظ من القوس والمؤخرة، على الرغم من هذه فقط الاستدلا من المصادر التاريخية.وعادة ما ينظرالى تقسيم سفن الفايكنغ إلى فئتين كبيرتين: السفن التجارية وسفن حربية. هذه الفئات متداخلة. فان بعض أنواع السفن التجارية، التي بنيت لنقل البضائع على وجه التحديد وتم أيضا صنعها كسفن حربية. ترحلت سفن الفايكنغ من بحر البلطيق إلى بعيدة عن الأوطان الاسكندنافية وايضا لأيسلندا وجزر فارو وغرينلاند ونيو فاوند لاند، والبحر الأبيض المتوسط والبحر الأسود وأفريقيا 

## التطور
قد كانت السفينة تعتبر حجر الزاوية لثقافة الاسكندنافية لآلاف السنين، وهي تخدم أغراضا واقعية والدينية وهي بالفعل لها أهمية عميقة بجذورالثقافة الاسكندنافية عند بدأ عصر الفايكنغ. الدول الاسكندنافية هي المنطقة التي تكون نسبة المدا عليه بسبب الجبال وبها غابات كثيفة ويسهل طبيعية الوصول إلى البحر مع وجود العديد من الموانئ. ونتيجة لذلك، وتم تشغيل طرق التجارة عن طريق النقل البحري، وكان الرحل الداخلية كثيرة الخطورة معقده. وهناك العديد من النقوش الحجرية من العصر الحجري وخاصة العصرالشمالي البرونزي.يتم التضحية بالسفن في مختلف الحالاتها وحتى السفن القيمة كجزء من العروض الاحتفالية منذ فترة العصر الحديدي الشمالي، كما يتضح من القوارب هوجورتسبرينغ ونايدم. مملكة الفايكنغ تطورت إلى مدن ساحلية، والتي كانت تعتمد من أجل البقاء والتنمية كثيرا على بحر الشمال وبحر البلطيق. والسيطرة على الممرات المائية له اهمية بالغة، وكانت السفن الحربية لها طلبات مرتفع ولكن في الواقع، كان نظرا لأهميتها العظمى، أصبحت السفن دعاما أساسية من وثنية لدين الفايكنغ، كما أنها تطورت إلى رموز السلطة والبراعة. طوال الألفية الأولى.مشايخ الفايكنغ المحترمون والنبلاء في العادة ما تدفن معهم السفن الفاخره، لنقلها إلى الحياة الآخرة معهم. فإن نقود هيدبي، بين أقرب العملة الدنماركية المعروفة، لديها سفن الشعارات، والتي تبين أهمية الزوارق البحرية في تلك المنطقة. من خلال هذه الأهمية الثقافية والعملية، تقدمت سفن الفايكنغ فيي كونها أقوى سفن بحرية متقدمة في تابعة لعصر الفايكنغ في أوروبا.

## فايرنق
فايرنق هو زورق مفتوح الصفة مع زوجين من المجاديف، عادة توجد في تقاليد بناء القوارب في غرب وشمال من اسكندنافيا، التي يعود تاريخها إلى عصر الفايكنغ.

## كنار
هو المصطلح نرويجي للسفن التي بنيت للرحلات الأطلسي وكانت السفن تشحن في المتوسط ما يبلغ طوله حوالي 54 قدما (16 م)، شعاع من 15 أقدام (4.6 م)، وقادرة بدن على حمل ما يصل إلى  122طن.النزوح الكلي: 50 طن هذا هو أقصر نوع من القوكستاد والسفن الطويله ولكن الكنار هي أكثر ثباتا بالصميم واعتمدوا في الغالب على طاقة شراع، ووضع فقط المجاذيف لاستخدام المساعدين، إذا لم يكن هناك رياح في المياه المفتوحة لهذا السبب، تم استخدام الكنار للرحلات الطويلة، وتسير رحلات النقل بالمحيطات وهي أكثر الانوع خطورة من قوكستاد. وكانت قادرة على الإبحار 75 ميلا (121 كم) في يوم واحد، وحمل حوالي 20-30 من طاقم بشكل روتيني عبرت شمال الأطلسي في عصر الفايكنغ، وهي تحمل الماشية والبضائع من وإلى غرينلاند وشمال جزر المحيط الأطلسي تصميم الكنار أثر في تصميم ترس في وقت لاحق، وتستخدم في بحر البلطيق من قبل الرابطة الهانزية.

## السفن الطويلة

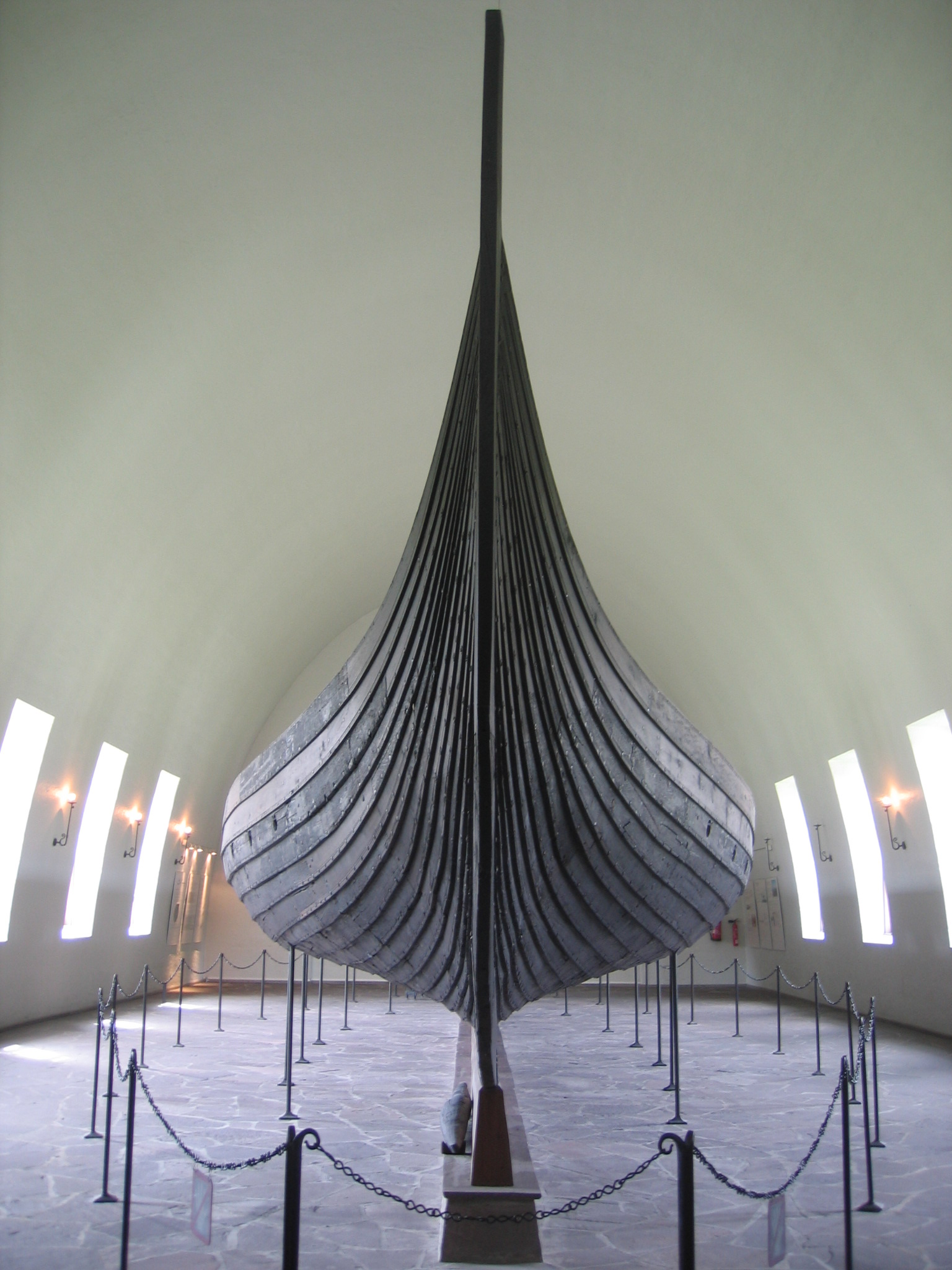
سفينة القوكستاد ، معروضه في متحف سفن الفيكينغ في اوسلو ، النرويج.

كانت السفن الطويلة سفن البحرية استخدامها من قبل الفايكنغ من اسكندنافيا وايسلندا للتجارة، والتجارة، والتنقيب، والحروب خلال عصر الفايكنغ. تصميمها قد تطور على مدى سنوات العديدة، ابتداء من العصر الحجري مع اختراع يوماكي ووصولا إلى القرن 9 مع السفن نيدام وكفالسوند. قد ظهرت شبه لهاذه السفن بشكل التام بين 9 و13 قرون. وقد انعكست طبيعة وظهور هذه السفن في الدول الاسكندنافية من تطور بناء هذه القوارب حتى يومنا الحاضر وهي متوسط السرعة، سفن فايكنغ تفاوتت من سفينة إلى سفينة ولكن تكمن سرعه من 5-10 عقدة، وسرعتها القصوى من كانت حوالي 15 عقدة.
 وتتميز السفينة منذ فترات طويلة باعتباره رشيقة وطويلة، ضيقة، وخفيفه وهي قارب خشبي مشروع البدن وضحلة وهي مصممة لسرعة. مشروع الضحلة السفينة يسمح لها بالملاحة في المياه متر واحد فقط وبهبوط عميق ويسهل الوصرل لشاطئ، بينما هي خفيفة الوزن يتم ترحيلها للبورتج. أيضا هي ذات نهايات مضعفه كان القوس المتناظرة والمؤخرة يسمح للسفينة لعكس الاتجاه بسرعة دون الحاجة إلى الدوران؛ هذه الصفة أثبتت انها مفيدة بشكل خاص في ويرايسبيرق وخطوط العرض الشمالية بينما يشكل الجليد البحري مخاطر للملاحة. تم تركيب السفن الطويله مع المجاذيف على طول تقريبا لطول القارب نفسه. الإصدارات الأحدث لشراع مستطيله على والتي كانت تستخدم لاستبدال أو زيادة الجهد للمجدفين، وخاصة خلال الرحلات الطويلة. ويمكن تصنيفها إلى عدد من الأنواع المختلفة، اعتمادا على حجم وتفاصيل البناء، والهيبة. الطريقة الأكثر شيوعا لتصنيفها هي من خلال عدد من مواقف التجديف على متن السفينة. وتراوحت أنواع من كارفي الي13 مقعد لتجديف، لبوس، وواحدة منها قد وجد ما يقدر ب 34 وظيفة التجديف. كانت السفن الطويلة مثال للقوة البحرية الاسكندنافية في ذلك الوقت، وكانت ذات قيمة عالية ممتلكاتهم. وكثيرا ما كانت مملوكة من قبل المزارعين في المناطق الساحلية وبتكليف من الملك في أوقات النزاع، من أجل بناء قوة بحرية قوية. في حين تم نشرها من قبل نورس في الحرب، كانت تستخدم في الغالب لوسائل لنقل القوات، وليس كسفن حربية. في القرن العاشر، فإن بعض الأحيان تكون مرتبطة هذه القوارب معا في معركة لتشكيل منصة ثابتة للحرب المشاة. تم تسميتها بسفينة التنين من قبل الأعداء مثل الإنجليزية  لأن لديهم التنين شيبدبرو.

### كارف
كانت كارف نوع صغير من سفن الفايكنغ الطويلة، مع بدن واسع تشبه إلى حد ما الكنار. وكانت تستخدم سواء في الحرب أوالنقل العادي، وتحمل الناس والبضائع أو الماشية. لأنهم كانوا قادرين على التنقل في المياه الضحلة جدا، كانت تستخدم أيضا لرحلات الساحلية. كان لدى الكترف حزم واسعة من حوالي 17 قدما (5.0 متر).

## بناء السفن

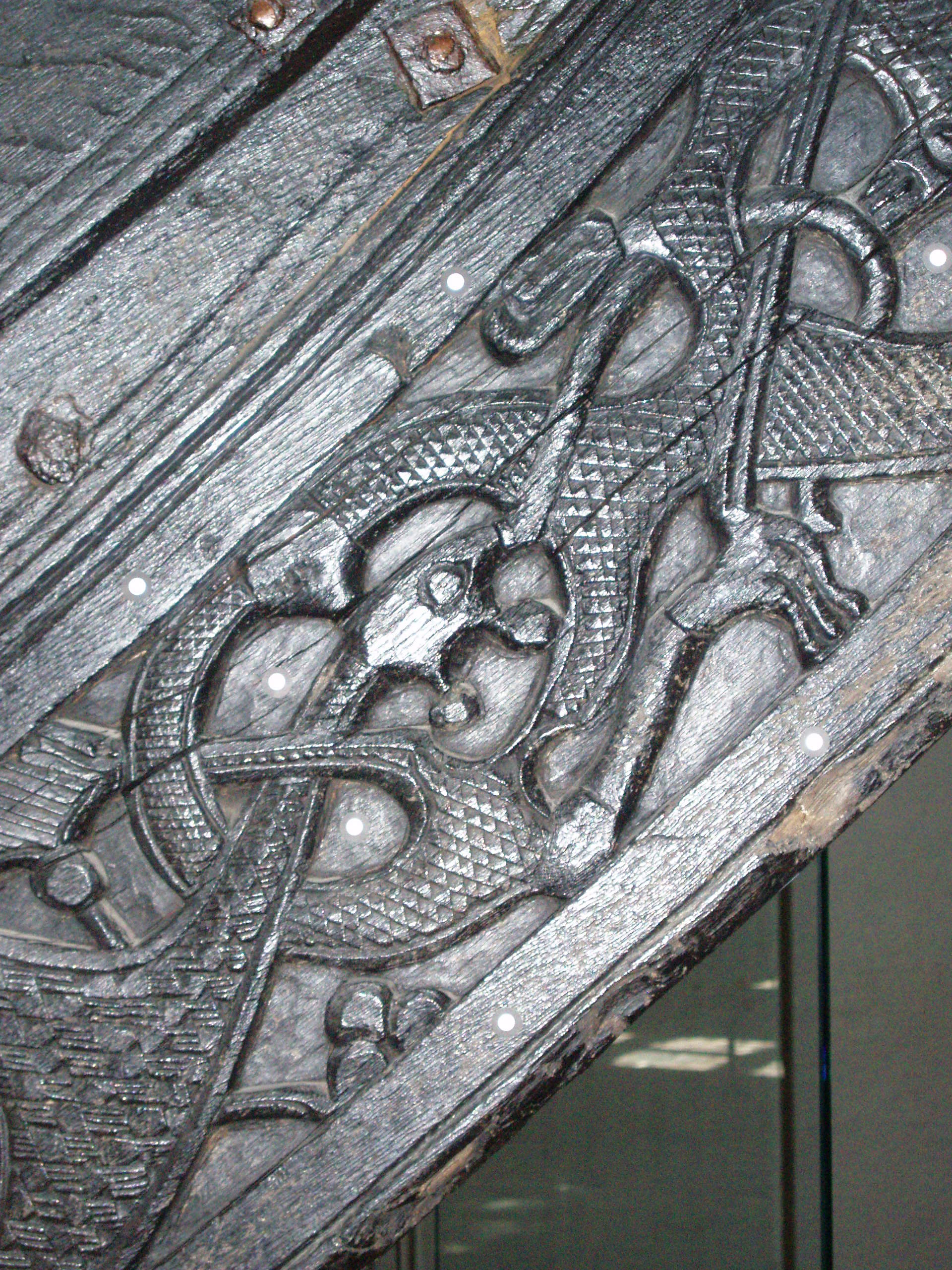
جزء من الزخارف الحيوانية المتشابكة على مقدمة سفينة أوسيبيرغ

تميزت سفن الفايكنغ من السفن المعاصرة الأخرى، عموما هي الأكثر صالحة للإبحار وأخف وزنا. وقد تحقق ذلك من خلال استخدام الكلنكر (لابستريك) البناء. الألواح التي تم بها بناء سفن الفايكنغ (تقسيم) من نهر كبير، والأشجار وخاصة السنديان. بدن السفينة يمكن أن يكون رقيق مثل بوصة واحدة (2.5 سم)، كما ان لوح الانقسام أقوى من لوح المستطيله في الحرفية الأخرى.
يعمل حتى كعارض بلوط. أن نجاري السفن برشام موجوده في الألواح معا باستخدام مسامير الحديد والمتبقيه . حافظ ا على شكل لأضلاع الجانبي للبدن. كل من واحدة من كل الطبقة من الالواح تتداخل مع بعضها البعض، وكان يستخدم كالسد للماء من بين ألواح لخلق بدن قوي ولكن لين. ويمكن باوعجوبه بناء اسلحه ضخمه بها وبنائها بالسفن الكبيرة باستخدام البناء الكلنكر التقليدي. وكان غير المألوف على سفن التنين التي تحمل 100 من المحاربين . وعلاوة على ذلك، خلال أوائل عصر الفايكنغ، محل مجذافة الموانئ الرولوكس يسمح لتخزين المجاذف في حين كانت السفينة في الإبحار وتوفر زوايا أفضل للتجديف. أكبر السفن في العصركانت تسافر5الي6 عقدة باستخدام قوة المجذاف وتصل إلى عشرة عقود تحت الشراع.